# My graduation
《my graduation》是日本女子樂團SPEED的第6張單曲。1998年2月18日發行。是SPEED其中一首代表作，日本史上銷量最高的畢業歌。
單曲中的兩首歌曲分別被和日清食品的廣告和愛普生的廣告使用，而這兩則廣告都是由SPEED主演。
是繼《White Love》的巨大成功之後又一首突破百萬銷量的單曲，連續三個星期成為Oricon週榜冠軍，並且成為1998年3月的單曲銷量冠軍。在Oricon公信榜期間銷量已達147.5萬張，最終銷量為175萬張以上，是1998年單曲銷量第3位，獲得日本唱片業協會百萬唱片認證。《my graduation》也和上一年年底發行的《White Love》以及包含這兩首金曲的專輯《RISE》一起，使1998年成為SPEED唱片銷量最高的年份。
《my graduation》也是日本歷史上以畢業為主題的歌曲中銷量最高的。
1999年年底，SPEED第3次被邀請上NHK紅白歌合戰（第50回），演唱這首歌的1999年版本《my graduation '99》。

## 收錄曲目
1. my graduation
  - 作詞、作曲：伊秩弘將；編曲：水島康貴
2. Brand-New Weekend
  - 作詞、作曲：伊秩弘將；編曲：水島康貴
3. my graduation -Instrumental-
4. Brand-New Weekend -Instrumental-